# Пичкиряс
Пичкиря́с — река в Рязанской области и Республике Мордовия, левый приток Вада. Длина — 20 км, площадь водосборного бассейна — 95 км².

## Течение
Река берёт начало из родника вблизи села Грачёвка Сасовского района Рязанской области, течёт на восток по Окско-Донской равнине через деревню Каменка, село Пичкиряево и деревню Горбуновка. Высота истока — 151 м над уровнем моря.
После деревни Грачёвка река поворачивает направо, огибая деревню Каменка. Далее течение реки зигзагообразное, в некоторых местах — прямое. После деревни Горбуновка делает резкий поворот налево и впадает слева в реку Вад вблизи села Каргашино. Высота устья — 101,5 м над уровнем моря.
Имеет двустороннюю пойму до 120 метров шириной, местами заболоченную. Питание поверхностное, частично грунтовое. Долина реки близка к трапециевидной форме, с пологими и умеренными склонами, шириной около 1 км.
Значительным правым притоком является ручей Старая Речка, левыми притоками — ручьи Водокачка и Таракановка, находящиеся на территории села Пичкиряево.

## Населённые пункты
На реке находятся:
- п. Грачёвка
- д. Каменка
- с. Пичкиряево
- д. Горбуновка
- с. Каргашино